# Papirus 38
Papirus 38 (według numeracji Gregory-Aland), oznaczany symbolem {\displaystyle {\mathfrak {P}}^{38}} – grecki rękopis Nowego Testamentu, spisany w formie kodeksu na papirusie. Paleograficznie datowany jest na III wiek. Zawiera fragmenty Dziejów Apostolskich.

## Opis
Zachowały się jedynie fragmenty kodeksu z tekstem Dziejów Apostolskich 18,27-19,6.12-16. Oryginalne karty miały rozmiar 14 na 27 cm, tekst pisany w jednej kolumnie na stronę, 36 linijek w kolumnie. Nomina sacra pisane są skrótami.
Rękopis sporządzony został przez rękę wprawioną w pisaniu dokumentów.

## Tekst
Tekst grecki rękopisu reprezentuje tekst zachodni. Kurt Aland określił jego tekst jako "wolny" i zaklasyfikował do kategorii IV. Tekst często jest zgodny z tekstem Kodeksu Bezy.

## Historia
Fragmenty rękopisu nabyto w Kairze w roku 1924. Jakkolwiek pochodzenie jest nieznane, prawdopodobnie pochodzi z Fajum, ponieważ wiele rękopisów nabytych wówczas w Kairze pochodzi z tego właśnie miejsca. Tekst rękopisu opublikowany został przez Henry'ego A. Sandersa w 1927 roku, następnie przez Schofielda. Ernst von Dobschütz umieścił go na liście rękopisów Nowego Testamentu, w grupie papirusów, dając mu numer 37.
Aland datował rękopis jest na III. Comfort na początek III wieku.
Obecnie przechowywany jest w bibliotece Uniwersytetu w Michigan (Inv. no. 1571).